# Pavona bipartita
Pavona bipartita is een rifkoralensoort uit de familie van de Agariciidae. De wetenschappelijke naam van de soort is voor het eerst geldig gepubliceerd in 1980 door Nemenzo.